# Logo TV
Pour les articles homonymes, voir Logo (homonymie).
Logo TV est une chaîne de télévision spécialisée américaine destinée à un public gay et lesbien. Elle a été créée en 2005 par le groupe Viacom, via sa filiale MTV Networks. Lancée en 2005 sous le nom Logo elle est devenue Logo TV en 2013.
En 2012, la chaîne tente de réorienter ses programmes laissant de côté ses programmes LGBT. Elle vise dorénavant un public plus large avec une programmation jugée plus lifestyle.

## Programmation
La chaîne a diffusé entre autres Transgeneration, Queer as Folk, Les Chroniques de San Francisco, Wonderfalls, Les Condamnées, Noah's Arc, Rick & Steve: The Happiest Gay Couple in All the World et RuPaul's Drag Race. Elle a aussi diffusé l’intégrale de la série Don't Trust the B---- in Apartment 23 après son annulation par la chaine ABC.
En 2016, la chaîne retransmet en direct la finale du Concours Eurovision de la chanson pour la première fois aux États-Unis.

### Séries originales
- Noah's Arc (2005–2006)
- Exes and Ohs (en) (coproduction canadienne, 2007–2011)
- Rick & Steve: The Happiest Gay Couple in All the World (2007–2009)
- Sordid Lives: The Series (en) (2008)

### Téléréalité
- Curl Girls (2007)
- RuPaul's Drag Race (2009–2016, puis sur VH1)